# 後古典期
後古典期（こうこてんき、Post Classic period(Stage,era)）は、メソアメリカの考古学の時代区分。
マヤ文明で日付けの刻まれた最後の石碑であるトニナーの記念碑101号に刻まれた長期暦の10.4.0.0.0.（紀元909年）を開始の基準として、900年に置く。この時期までに古典期マヤの中部地域の都市は、ほとんど放棄されていた。
後古典期の終わりは、諸説ある。主なものとしては、アステカ帝国滅亡（1521年）までと考える場合、マヤではペドロ・デ・アルバラードによってグアテマラ高地のキチェー王国が滅ぼされ、スペインのグアテマラ征服が完了したのが1524年なので、この年におく場合である。しかし、フランシスコ・デ・モンテーホのユカタン征服事業も同時進行で行われていたので、それが一応完了してメリダが建設された1542年におく場合も、しばしば終了の年代に挙げられる。インカ征服が1532年であったことに合わせ、おおむね1520 - 1530年代においている。